# Joan Blos
Joan Winsor Blos (New York, 9 décembre 1928 – Ann Arbor, 12 octobre 2017) est une professeur et auteure de littérature pour enfants américaine.

## Biographie
Joan W. Blos est née et a grandi à New York. Elle étudie au City College of New York d'où elle sort avec un diplôme en psychologie.
Elle se marie en 1953 à Peter Blos, Jr. Lorsqu'elle découvre la maison centenaire de la famille de son mari dans le New Hampshire qu'ils ont acheté en 1941, elle s’intéresse à l'histoire de celle-ci et par extension à l'histoire de la région de la fin des années 1820. De ses recherches, elle sortira son premier roman pour enfants en 1979 : A Gathering of Days. Ce roman historique présente, sous la forme d'un journal, la vie d'une jeune fille de treize ans entre 1830 et 1832,. Le roman gagnera deux prix l'année suivante : la médaille Newbery et le National Book Award for Young People's Literature (en).
En 2008, Blos fait don de ses archives (recherches, manuscrits...) à la Bibliothèque de l'Université du Michigan.
La romancière meurt le 12 octobre 2017 à Ann Arbor, dans le Michigan à l'âge de 88 ans.

## Œuvres
- (en) A Gathering of Days; A New England Girl's Journal, 1830–32, Prentice Hall, 1979
- (en) Martin's Hats, 1984
- (en) Brothers of the Heart: A Story of the Old Northwest, 1837–1838, 1985
- Ce sacré vieil Henri, Flammarion, 1987 ((en) Old Henry, William Morrow, 1987)
- (en) The Grandpa Days, 1989
- (en) Lottie's Circus, 1989
- (en) The Heroine of the Titanic: A Tale Both True and Otherwise of the Life of Molly Brown, 1991
- (en) A Seed a Flower a Minute, an Hour, 1992
- (en) Brooklyn Doesn't Rhyme, 1994
- (en) The Hungry Little Boy, 1995
- (en) Nellie Bly's Monkey: His Remarkable Story in His Own Words, 1996
- (en) One Very Best Valentine's Day, 1997
- (en) Bedtime!, 1998
- (en) Hello, Shoes!, 1999
- (en) Letters From the Corrugated Castle, 2007